# John B. Sullivan
John Berchmans Sullivan (ur. 10 października 1897 w Sedalia, zm. 29 stycznia 1951 w Bethesda) – amerykański polityk, członek Partii Demokratycznej.

## Działalność polityczna
W okresie od 3 stycznia 1941 do 3 stycznia 1943 przez jedną kadencję, od 3 stycznia 1945 do 3 stycznia 1947 przez jedną kadencję i od 3 stycznia 1949 do śmierci 29 stycznia 1951 przez jedną kadencję i 26 dni był przedstawicielem 11. okręgu wyborczego w stanie Missouri w Izbie Reprezentantów Stanów Zjednoczonych.
Jego żoną była Leonor Sullivan.